# کارالات
کارالات (به لاتین: Karalat) یک منطقهٔ مسکونی در روسیه است که در استان آستراخان واقع شده‌است.